# San Cosme (métro de Mexico)
Pour les articles homonymes, voir San Cosme.
San Cosme est une station de la Ligne 2 du métro de Mexico. Elle est située à l'ouest de Mexico, dans la délégation Cuauhtémoc.

## La station
La station est ouverte en 1970, a pour icône une des fenêtres de la Maison des Masques, une ancienne résidence coloniale située à quelques mètres de l'entrée de la station. Son nom, lui, se réfère à l'avenue Ribera San Cosme, où se trouve la station, et qui fait partie de l'ancienne Calzada Tacuba (Chaussée de Tacuba), l'un des accès de Tenochtitlan. Le nom actuel de la route provient des colonies qui ont été construites sur les rives (riberas) du lac et ont ensuite formé San Cosme.